# 프로젝트 1241형 미사일정
프로젝트 1241형 미사일정(러시아어: Ракетные катера проекта 1241)은 서방에 타란툴급 코르벳(Tarantul class corvettes)으로 알려진 소련의 500톤급 미사일 코르벳함이다. 프로젝트의 코드명은 몰니야(러시아어: Молния, 번개)이다. 대함 능력외엔 부실한 능력을 보여주는 이전의 소형 미사일 고속정등에 비해 함포와 CIWS, 본격적인 전자장비를 갖추고 있어 균형잡힌 능력을 지닌 본격적인 함정으로 평가된다.

## 개발
1973년에는 알마즈 중앙해양설계국에서 이 신형 미사일정의 개발은 막바지 작업에 들어갔다. 초도함인 R-5가 1979년 1월 30일 완성됐다. 그 후, 3 척의 1241.1 형이 알마즈 설계국에서 건조되어 이들 4척이 1241 형식의 실질적인 원형이되었다.

## 장비

### 레이다
최초의 1241형은 구형 MR-331 랑오웃 수상탐색레이다를 사용하였으나 1241-1형부터는 34K1 모노릿 레이다 복합체(나코 코드 : 밴드 스탠드)를 사용한다. 모노릿은 모스트, 마약, 메치, 마시브로 구성된 레이다로 대기권에 의해 전파가 반사되는 현상을 이용해 수평선 너머의 표적도 최대 500km까지 탐지할 수 있다. 이 레이다는 함교위의 대형 원통형 돔 내에 들어있어 1241-1형 이후의 외관상의 특징이 되었다.
수출형인 1241RE/1241.8형은 대형인 모노리트보다 성능이 떨어지는 가르푼 레이다로 대체되었다.
함포 및 CIWS 통제용으로 MR-123 사격통제레이다와 돈 항법레이다를 장착한다.

### 무장

#### 미사일
당초 1241형은 P-270 모스킷 대함미사일을 장비하려 하였으나 개발이 지연되어 P-15M 테르밋 대함 미사일을 장비한다. P-15M 미사일은 KT-138 2연장 발사기를 수납되어 선체 양현에 잡재되며 사정거리는 80km, 무게는 2.5t, 탄두 중량은 5413kg이다. 또한 탄두에는 통상 탄두와 핵탄두가 장착 가능하다.
12411형은 KT-152 2연장 P-270 모스킷 초음속 대함 미사일 발사기 2문을 장비한다. 또한 해외에 수출된 1241.8형은 3M24E 우란-E 16발을 장비한다.

#### 함포/대공무장
함포로는 76.2mm AK-176M 단장포 1문을 함수에 장비한다. AK-176M은 소련해군의 소형함정에 널리 사용되는 다목적 함포로 최대발사속도는 분당 120발이며, 최대 사거리는 15.7km이다. 탄약 314발을 적재한다. 인도에서 건조된 1241.8ME형 2척은 벨 링스 레이다로 통제되는 오토멜라라 슈퍼 라피도 76mm 함포가 탑재되어있다.
30mm 6연장 AK-630M 2문을 근접방어체계로 사용한다. 함포와 근접방어체계는 MR-123(배스 틸트) 사격통제레이다에 의해 통제된다. 1241.7형은 AK-630M 대신 3M87 코르티크 복합근접방어체계를 갖추고 있다.
대공 미사일로 4연장 MTU-4US 단거리 미사일 발사기 1문과 16발의 미사일을 함미에 탑재하고 있다. 대공미사일은 형식에 따라 스트렐라-2/3, 이글라-1 등을 사용한다.

### 전자전/기만기
빔펠 R-2 전자전 체계와 스펙터F 레이저 경보체계(12411형의 경우), PK-16 디코이 발사기 2기를 함미에 장비한다.

## 개량형

### 프로젝트 1241/1241R/타란툴 I
프로젝트 1241 몰니야형 미사일정(Ракетные катера проекта 1241 Молния)은 건조된 최초의 함선으로, 이 형식은 단 1척만이 건조되었다. MR-331 랑오웃 수상탐색레이다와 P-15M 미사일을 장비하고 있다. 이후에 건조된 3척은 1241R형이라고 명명됐다.

### 프로젝트 1241-1/1241T/타란툴 II

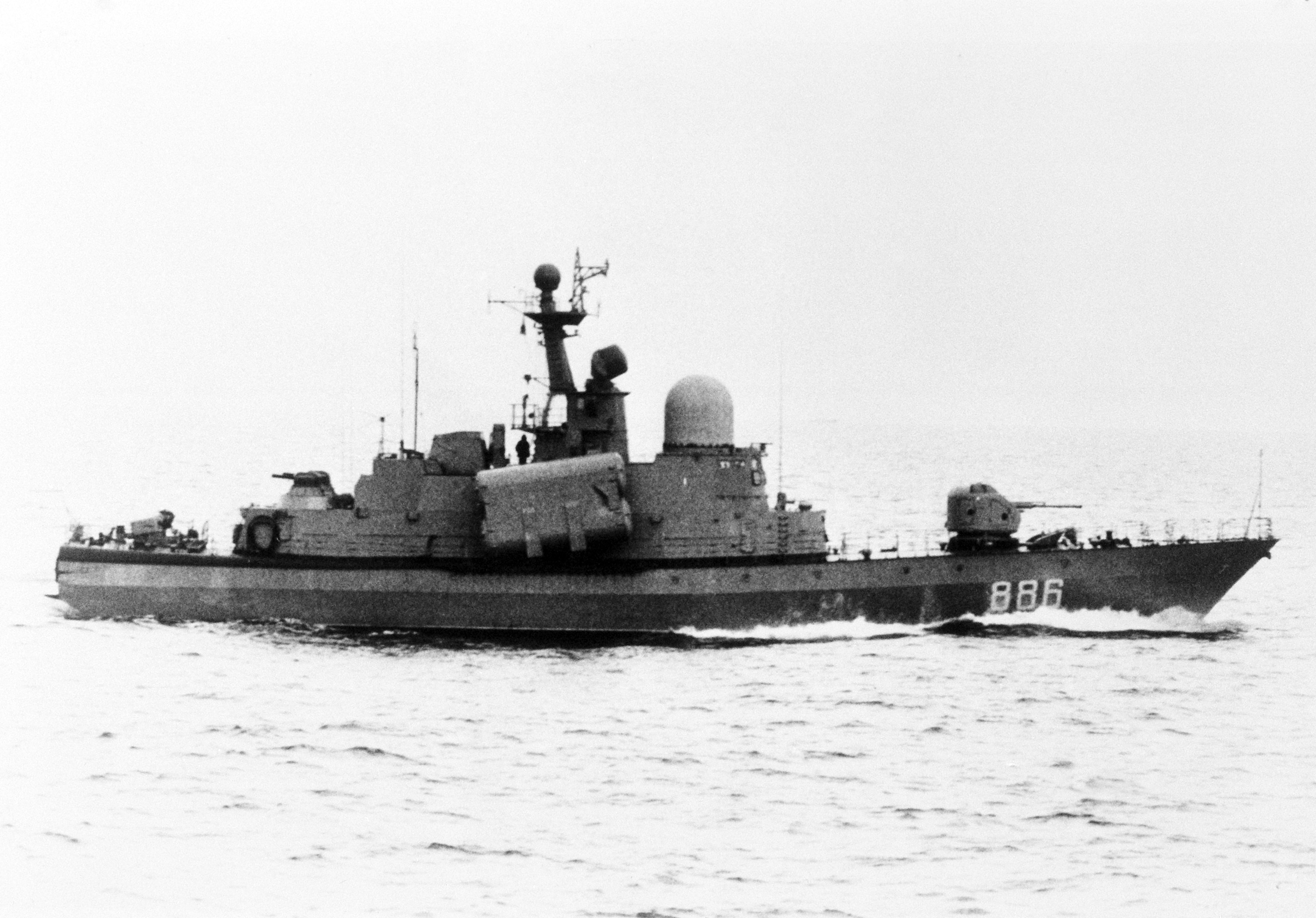
프로젝트 1241.1형 R-256함

프로젝트 1241-1형 몰니야-1형 미사일정(Ракетные катера проекта 1241-1 Молния-1)은 일반적으로 1241형의 2세대로 분류된다. 1번함의 명칭을 따서 키로프스키 콤소몰레츠급 미사일정이라고 부르기도 한다. 또한 1241.1형 외에 1241.1T형, 1241T형 등으로 불리는 경우도 있다. T는 장비한 미사일인 P-15 테르밋을 의미한다. 나토는 타란툴 II급으로 확인했다.
1241-1형의 선체와 무장은 1241형과 동일했지만, 레이다와 사격통제장치 등은 신형으로 교체되었다. 수상탐색 레이다는 1241형의 MR-331 랑오웃 대신, 신형 34K1 모노릿 레이다 복합체가 탑재되었다.

### 프로젝트 12411(M)/타란툴 III

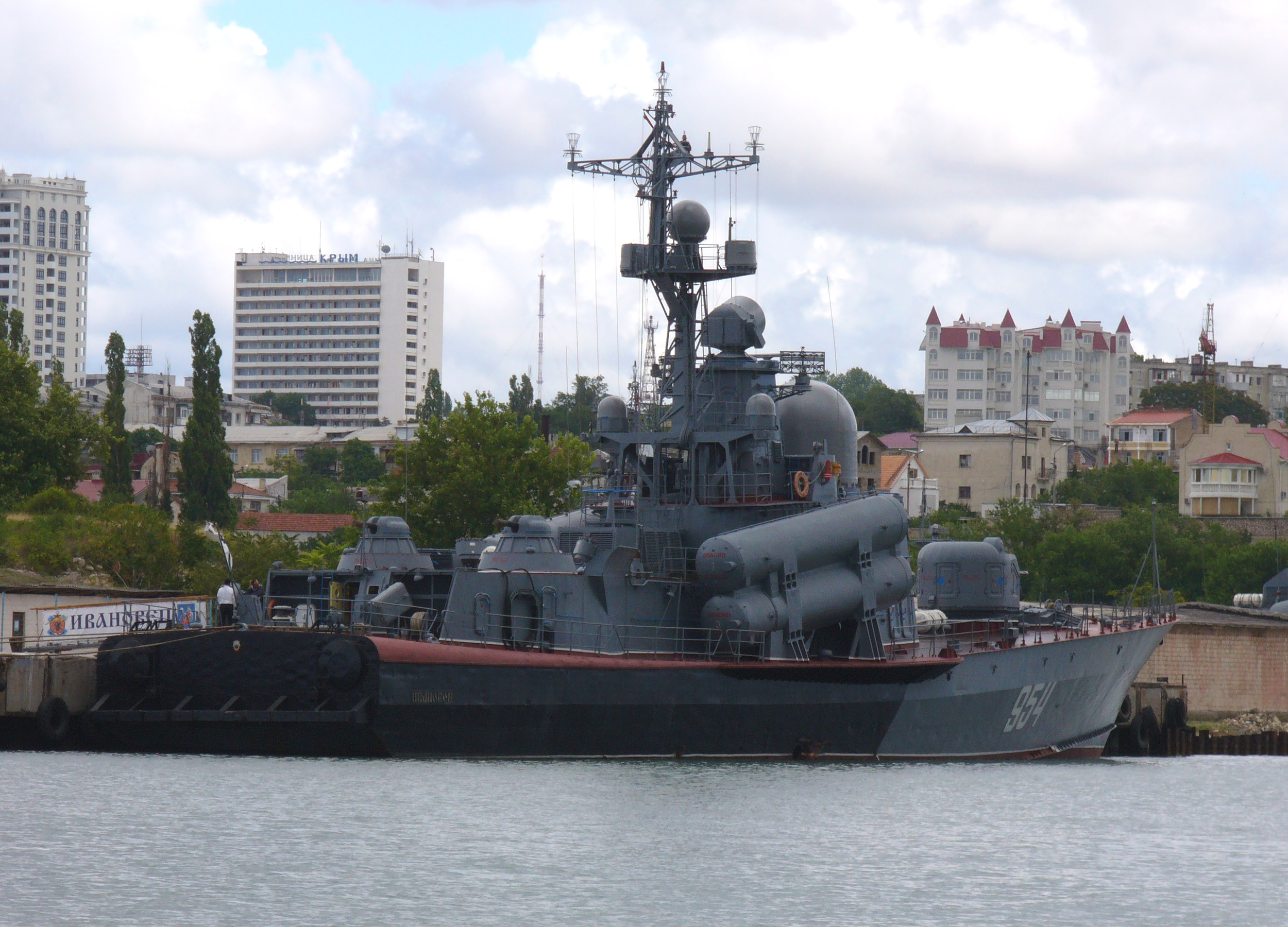
러시아 해군의 프로젝트 12411형 R-334 이바노베츠함

프로젝트 12411 몰니야-M형 미사일정(Ракетные катера проекта 1241-1 Молния-М)은 1241-1의 개량형으로 주무장으로 P-270 모스킷 초음속 대함미사일을 탑재한 형식이다. 프로젝트 12411M형, 1241M형 등으로 불리기도 한다.
P-270 미사일은 마스트 위에 설치된 MR-405(나토 코드 : 라이트 벌브) 데이터링크 안테나를 통해 함정에 표적의 영상을 제공한다.
또한 12411형은 8000 마력의 M-510 디젤 엔진을 2기와 24000 마력 М70 가스 터빈을 2기를 채용한 CODAG방식을 채용하여 항속거리가 크게 향상되었다. 최대 속력은 41 노트이다.

### 프로젝트 1241RE/타란툴 I
프로젝트 1241RE형은 수출형으로 미사일은 P-15R의 수출형인 P-20M(나토 코드 : SS-N-2D 스틱스)이 장착되었고, 표적획득용의 수상탐색레이다로는 가르푼-E가 마스트 위로 올라가게 되었다. 함교위의 모노릿 레이다가 제거되어 1241형과 비슷한 외관을 가지게 된 덕에 나토에서는 타란툴 I급으로 오인하게 되었다. 바르샤바 조약국과 인도, 이라크, 예멘, 베트남 등의 국가에 수출되었다.

### 프로젝트 1241.7/타란툴 II mod
프로젝트 1241.7형은 기존의 AK-630M 근접방어체계를 신형 3M87 코르티크 복합근접방어체계로 교체한 것이다. 나토는 이것을 타란툴 II mod로 명명했다. R-71함 단 한 척만이 건조되었다.
3M87 코르티크는 지상복합방공체계인 퉁그스카의 함재형으로 수출명인 카쉬탄으로 더 잘알려져 있다. 이 체계는 GSh-6-30K 30mm 6총신 개틀링포와 8문의 9M311 오르티카 미사일 발사기로 구성되어 있으며 최대 4~6개의 목표를 동시 추적 조준할 수 있다.
그러나 2007년 현재 R-71함의 3M87은 철거되어 주포 이외의 대공 무장을 탑재하지 않은 상태에서 운용되고 있다.

### 프로젝트 1241.8/1241.8ME/타란툴 IV
프로젝트 1241.8형은 인도와 베트남에 수출된 형식으로 대함무장으로 4연장 Kh-35 우란-E 발사기 4문을 갖춘형식이다. 우란은 하푼과 유사한 성능을 가지고 있다. 나토에서는 타란툴 IV를 코드로 부여하였다. 1241.8형은 수상탐색 및 표적획득레이다로 가르푼 발-E, 대공탐색레이다로는 MR-352 포지티브-E를 장비한다. 대공미사일은 9K32M 스트렐라 2M을 탑재한다.
인도에서 건조된 2척의 프로젝트 1241.8ME형은 오토멜라라 62구경장 슈퍼 라피도 76mm 단장포가 탑재되어있고, 주포와 AK-630M을 통제하기 위한 사격통제 레이다가 BEL 링크스로 교체되었다.